# 阿根廷雅鱈
阿根廷雅鱈，為輻鰭魚綱鱈形目稚鱈科的其中一種，分布於東南大西洋南非、南冰洋南喬治亞島海域，深度800-1000公尺，為深海底棲性魚類，體長可達40公分，棲息在大陸坡底層水域，生活習性不明。